# Sudesna grammica
Sudesna grammica är en spindelart som först beskrevs av Simon 1893.  Sudesna grammica ingår i släktet Sudesna och familjen kardarspindlar.
Artens utbredningsområde är Filippinerna. Inga underarter finns listade i Catalogue of Life.